# Collegi pontifici

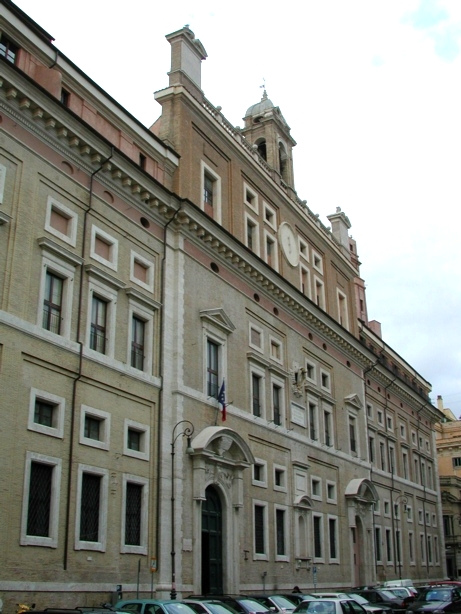
L'originale Collegio Romano, ora sede del Liceo classico Ennio Quirino Visconti.

I collegi pontifici di Roma sono istituzioni create e mantenute a Roma per la formazione dei futuri ecclesiastici della Chiesa cattolica romana. Tradizionalmente sono molti gli studenti di una particolare nazionalità. I collegi sono luoghi di residenza e studio in cui gli alunni seguono i consueti esercizi seminariali di carità, studio in privato e revisione degli argomenti trattati in classe. In alcuni collegi ci sono corsi speciali di istruzione (lingue, musica, archeologia, ecc), ma i corsi regolari di filosofia e teologia sono frequentati nelle poche grandi istituzioni centrali, come la Pontificia Università Urbaniana, la Pontificia Università Gregoriana, la Pontificia Università Lateranense, la Pontificia Università della Santa Croce e la Pontificia Università "San Tommaso d'Aquino".
Il 24 novembre 2021 si è svolta la Prima Assemblea Generale L'Associazione dei Rettori dei Collegi Ecclesiastici di Roma, che è stata anche elettiva delle nuove autorità che coordineranno le attività e rappresenteranno dei rettori associati. Gli eletti per il biennio 21-22 e 22-23 sono: PRESIDENTE: Don Mauritius Wilde OSB-Pontificio Collegio S’Anselmo. CONSIGLIERI: Don Lisandro Rivas Durán, IMC-Pontificio Collegio San Paolo. VICE PRESIDENTE Don Armando Nugnes-Pontificio Collegio Urbaniano. SEGRETARIO Don Vincent Siret-Pontificio Seminario Francese. Don José Otacio Olibeira G.-Pontificio Collegio Pio Brasiliano. Rev. P. Gregory Ramon D. Gaston, STD-Pontificio Collegio Filippino. Don Marko Durin-Pontificio Collegio Croato di San Girolamo. Don Víctor Ulises Vázquez Moreno-Pontificio Collegio Messicano. Don Javier Canosa-Collegio Ecclesiastico Intern. Sedes Sapientiae Don P. Stephen Wang-Venerabile Collegio Inglese. Rev. Paul Finnert-Pontificio Collegio Irlandese.

## Finalità
I collegi romani, oltre agli evidenti vantaggi per lo studio che Roma offre, servono anche in una certa misura a far tenere il passo nei vari paesi del mondo lo spirito di attaccamento fedele alla Santa Sede che è alla base dell'unità della Chiesa. Con questo fine i papi hanno incoraggiato la fondazione di collegi in cui i giovani della stessa nazionalità potessero risiedere e allo stesso tempo approfittare dalle opportunità che la città offre.
Il rettore del seminario di Cracovia, proponendo questa esperienza al giovane Karol Wojtyla, disse che la teologia può essere appresa altrove, ma che un sacerdote a Roma deve "imparare Roma stessa".
Ogni collegio nazionale ha come capo di un rettore designato dall'episcopato del paese a cui appartiene il collegio e nominato dal papa. Egli è assistito da un vice-rettore e da un direttore spirituale.

## Programma di studi
La maggior parte dei collegi seguono programmi accademici simili durante l'anno ma si possono notare variazioni. Queste sono dovute principalmente alle caratteristiche naturali o allo scopo speciale per il quale è stato istituito il collegio.
L'anno scolastico inizia nella prima settimana di ottobre e termina a giugno. Nella maggior parte dei corsi è seguito il sistema a conferenza, a volte con dispute formali svolte secondo metodi scolastici. Il corso di studi, sia che porti a un titolo accademico oppure no, è prescritto e si estende, in generale, attraverso sei anni, due dei quali sono dedicati alla filosofia e quattro alla teologia. Oltre alla filosofia in senso stretto vi sono corsi aggiuntivi di matematica, lingue e scienze naturali. La teologia comprende, oltre alla teologia dogmatica e alla teologia morale, corsi di liturgia, archeologia, storia della Chiesa, diritto canonico e Scrittura.
A metà dell'anno si svolge un esame orale, mentre a fine anno un esame scritto. I titolo accademici usuali (baccalaureato, licenza e dottorato) sono conferiti in filosofia, teologia e diritto canonico. Dal 1909 i titoli in Sacra Scrittura sono conferiti agli studenti che soddisfano i requisiti dell'Istituto Biblico.

## Attività intercollegiali
I seminaristi provenienti dai diversi collegi non solo seguono i loro studi nelle stesse università, ma prendono parte a seminari e conferenze extra-curriculari, nonché ad attività ricreative come la Clericus Cup, un campionato di calcio creato nel 2007 e che fornisce una sede di amichevole competizione atletica tra le migliaia di seminaristi che studiano a Roma e che rappresentano quasi un centinaio di paesi.

## Elenco dei collegi

### Collegio Capranica
L'Almo Collegio Capranica è il più antico collegio romano. Fu istituito nel 1417 dal cardinale Domenico Capranica nel suo palazzo per permettere a 31 giovani chierici di ricevere una formazione adeguata per essere buoni sacerdoti. Capranica stesso elaborò la regola dell'istituto e donò al collegio la sua biblioteca, la parte più importante della quale venne successivamente trasferita in Vaticano. Gli alunni che vivono al Capranica seguono gli studi nelle università pontificie e sono i titolari del servizio liturgico presso la Basilica Papale Liberiana. Al 2016, il collegio aveva una cinquantina di studenti, provenienti soprattutto dalle diocesi italiane.

### Collegi vocazionali pontifici

#### Pontificio Collegio Urbano
Il Pontificio Collegio Urbano "De Propaganda Fide" (o più semplicemente Pontificio Collegio Urbano) fu istituito a Roma nel 1622, al fine di formare i missionari da inviare in tutto il mondo. Tutti gli studenti del Collegio Urbano hanno una borsa di studio che comprende alloggio e tasse accademiche. Dopo il completamento degli studi i sacerdoti appena ordinati tornano in patria. Nel 2016 il Collegio Urbano aveva 165 studenti, la maggior parte provenienti da Asia e Africa.
Oltre agli studenti delle diocesi dei vari continenti, ci sono anche seminaristi di varie Chiese sui iuris, ad esempio quelle siro-malabarese, siro-malankarese, copta e caldea. Nell'aprile del 2015, tredici seminaristi della Chiesa siro-malabarese hanno ricevuto gli ordini minori del suddiaconato e del diaconato da Joseph Pallikkaparambil, vescovo emerito dell’Eparchia di Palai.
In origine, il collegio occupava un locale adiacente a piazza di Spagna. Se non ci sono abbastanza allievi di un determinato paese per costituire un collegio nazionale, gli studenti vengono ospitati all'Urbano.

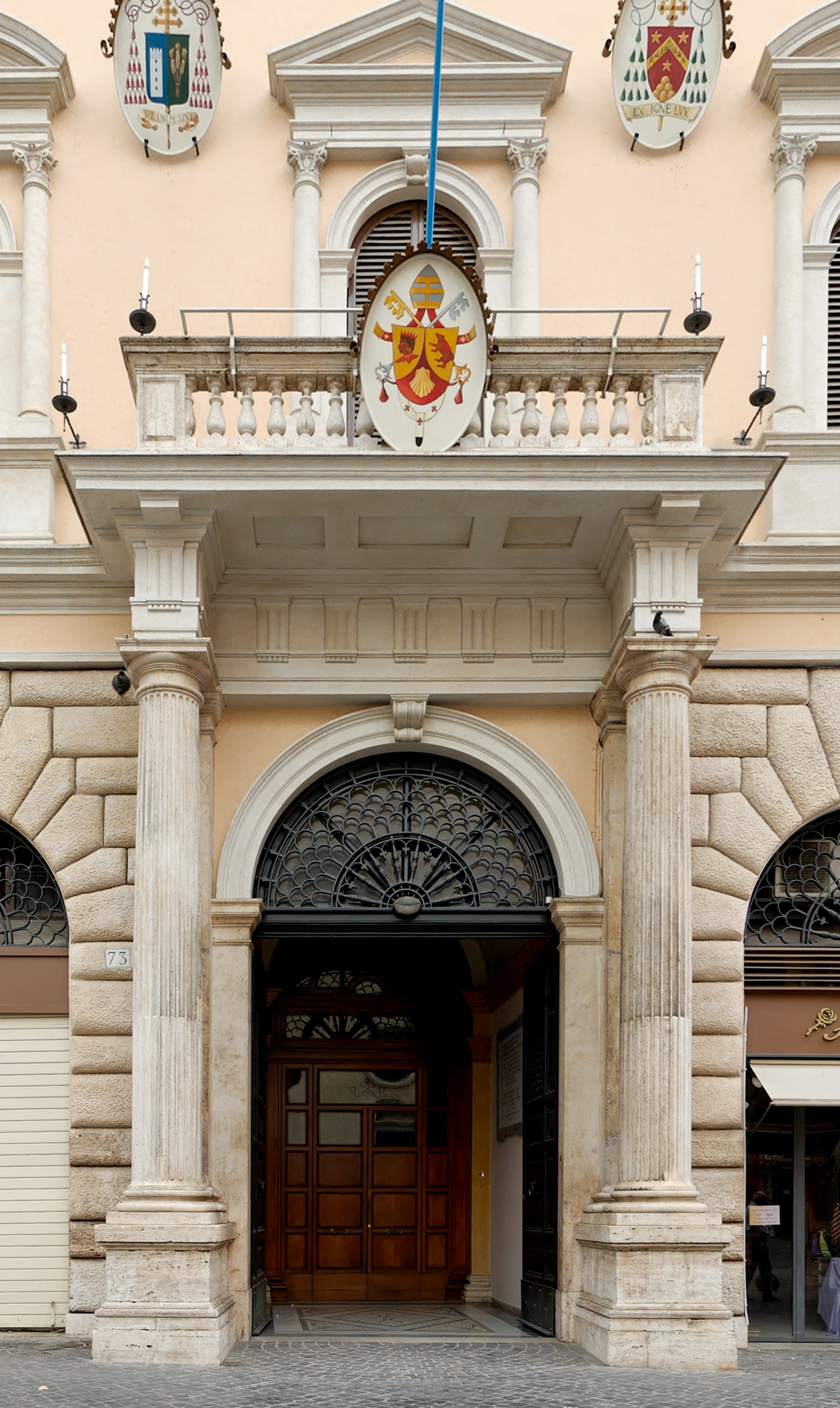
Ingresso della Pontificia Accademia Ecclesiastica.

#### Pontificia accademia ecclesiastica
La Pontificia accademia ecclesiastica è l'istituto dedicato alla formazione dei sacerdoti da impiegare nel corpo diplomatico e nella Segreteria di Stato della Santa Sede.

#### Lay Centre at Foyer Unitas
Il Lay Centre at Foyer Unitas è una scuola e casa di formazione per la vocazione laicale che permette ai laici di perseguire una vocazione ecclesiale attraverso lo studio e la ricerca nelle università pontificie di Roma. Il Centro è dedicato all'ospitalità ecumenica e interreligiosa, come parte della sua missione nella formazione di laici cattolici e ministri laici.

### Collegi pontifici regionali
Tradizionalmente, la maggior parte dei collegi sono suddivisi tra le regioni da cui provengono i seminaristi. Al giorno d'oggi, la maggior parte delle scuole sono aperte a seminaristi provenienti da altre regioni del mondo con legami culturali o linguistici alla propria.

#### Collegi italiani

##### Pontificio Seminario Romano Maggiore
Il Pontificio Seminario Romano Maggiore è il principale seminario della diocesi di Roma. La 23ª sessione del Concilio di Trento decretò l'istituzione di seminari diocesani. La sua storia può essere fatta risalire al Seminario Romano istituito da papa Pio IV nel 1565. Nel 1913, il Seminario Romano venne accorpato con il Pontificio Seminario Pio per formare il Pontificio Seminario Romano Maggiore, che trovò sede in un nuovo edificio al Laterano. La patrona del Seminario Maggiore è la Beata Vergine Maria con il titolo di Madonna della Fiducia.

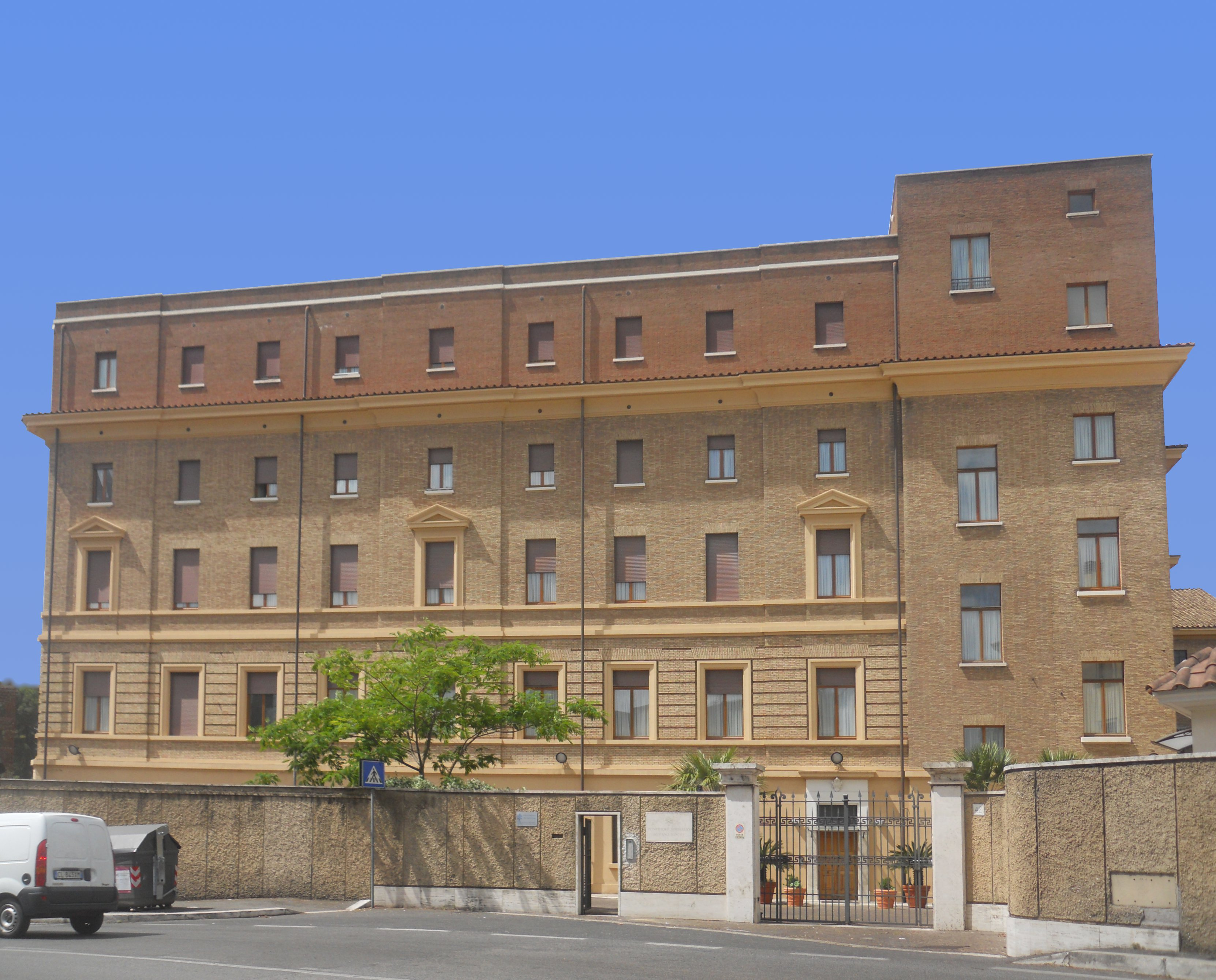
Sede del Pontificio Seminario Romano Minore.

##### Pontificio Seminario Romano Minore
Il Pontificio Seminario Romano Minore è il seminario minore della diocesi di Roma. Venne fondato nel 1913 con la fusione della divisione minore del "Seminario Romano" e del seminario del Vaticano. Si trova appena fuori le mura posteriori della Città del Vaticano in viale Vaticano 42 e costituisce una zona extraterritoriale della Santa Sede. L'attuale rettore è Don Andrea Cola. La patrona del Seminario Minore è la Beata Vergine Maria con il titolo di Madonna della Perseveranza.

##### Collegio Apostolico Leoniano
Il Collegio Apostolico Leoniano deve la sua origine a padre Valentini, un lazzarista che, aiutato da una pia donna, ospitò in una casa privata gli studenti che altrimenti non avrebbero potuto essere ammessi negli altri collegi. Questo istituito e le rendite lasciate dalla signora furono rilevate in seguito dalla Santa Sede e venne eretto un grande edificio nei Prati di Castello. La direzione venne affidata ai gesuiti. Gli studenti, provenienti soprattutto dalle province del sud che non hanno alcun collegio speciale a Roma, frequentano le lezioni presso la Pontificia Università Gregoriana.

##### Pontificio Seminario Lombardo dei Santi Ambrogio e Carlo

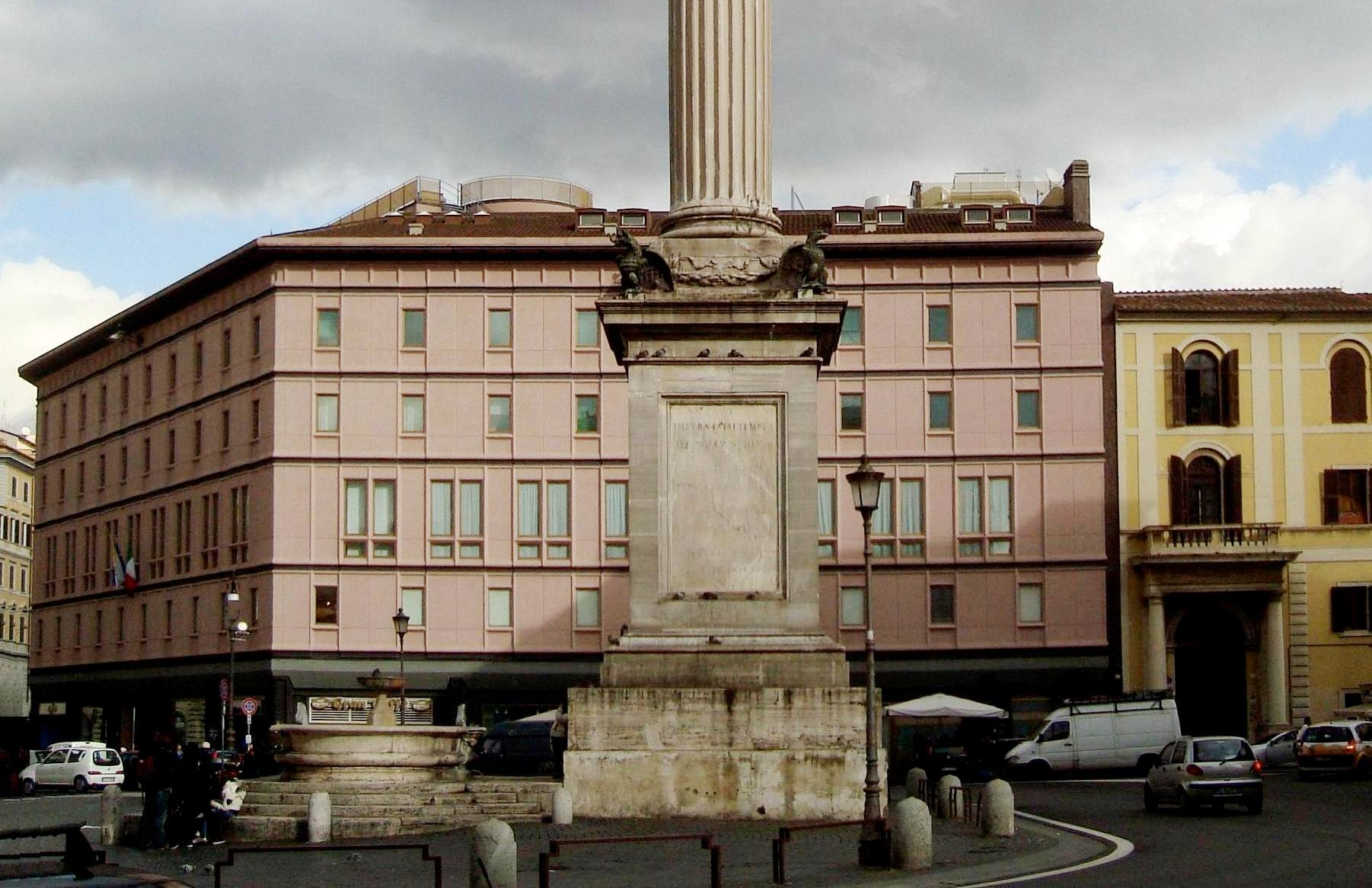
Sede del Seminario lombardo.

Il Pontificio Seminario Lombardo dei Santi Ambrogio e Carlo fu istituito nel 1863, principalmente grazie alla generosità del cardinale Edoardo Borromeo e del duca Scotti di Milano. Inizialmente aveva sede nel palazzo della Confraternita di San Carlo al Corso. La prima comunità era composta da dodici studenti, alcuni già sacerdoti e altri chierici con gli ordini sacri, che frequentarono i vari istituti di istruzione superiore, in particolare l'Apollinare e la Gregoriana. Offrivano il loro servizio liturgico anche alla vicina basilica dei Santi Ambrogio e Carlo al Corso. Il Lombardo fu temporaneamente accorpato al Seminario Romano dal 1913 al 1920, quando fu ristabilito come collegio separato.
Nel 1943 il rettore, Francesco Bertoglio, nascose 65 ebrei in seminario, salvandoli dalla deportazione ad Auschwitz. Bertoglio ricevette dopo la morte, nel 2011 il titolo di Giusto tra le Nazioni. Tra novembre e dicembre del 1943 gli ospiti erano diventati 110 e avevano superato il limite di capacità. Il rettore, per sicurezza, cominciò a spostare le persone in altri istituti religiosi. Il lavoro di protezione e spostamento dei rifugiati in diversi conventi, divenne ancora più urgente dopo che i nazisti violarono l'extraterritorialità dei locali, la notte del 21 dicembre 1943. Angelo Perugia racconta: "Le suore diedero a me, a mio fratello e a mio cugino tonache e messali. Ero magro e l'abito era enorme. Vestiti da prete, in preda alla disperazione, passammo davanti ai tedeschi che pattugliavano piazza di Santa Maria Maggiore e facemmo un giro su un tram di passaggio. Anche adesso sogno quei momenti la notte". Il racconto della dell'eroismo di monsignor Bertoglio e dello staff del collegio fu ritratto nel 2011 da Lionello Tagliaferri nel suo libro Il papa vuole che teniamo questa gente. Le direttive di Pio XII e gli ebrei romani salvati dal Pontificio Seminario Lombardo (Piacenza, Berti, 2011).
Il collegio venne trasferito nella sede attuale che si affaccia sulla piazza di fronte alla basilica di Santa Maria Maggiore, nel quartiere Esquilino nel 1965. Questa venne benedetta da papa Paolo VI. Nel 2006 la comunità era composta da più di 50 sacerdoti e diaconi da tutte le diocesi della Lombardia. Negli ultimi anni ospita anche diversi studenti provenienti dalle diocesi venete.

#### Collegio Americano del Nord
Il Pontificio Collegio Americano del Nord fu istituito nel 1859 da papa Pio IX in un ex convento domenicano, la Casa Santa Maria, situata nel centro storico di Roma, vicino alla fontana di Trevi. Nel 1884 gli fu concesso lo status di pontificio dalla Santa Sede. Dopo la seconda guerra mondiale, la sede del seminario fu spostata in un nuovo campus sul Gianicolo. Casa Santa Maria ora serve come residenza per i sacerdoti che perseguono studi teologici avanzati. Inoltre, nel campus al Gianicolo si trova la Casa O'Toole che ospita l'Istituto per la formazione teologica permanente, un programma di formazione sacerdotale sabbatica e continua. L'iscrizione al collegio è a disposizione dei seminaristi adeguatamente qualificati e dei sacerdoti che sono cittadini americani, anche se i cittadini di altri paesi possono essere ammessi con il permesso del consiglio di amministrazione del collegio. Tutti gli studenti sono proposti per l'iscrizione dal proprio vescovo diocesano. Allo stato attuale, gli iscritti al seminario (sia di studenti che sono già ordinati sacerdoti ma che non sono impegnati in studi universitari indipendenti che di altri studenti che stanno perseguendo un programma pastorale di pre-ordinazione) sono oltre 250 e provengono da circa la metà delle circa 200 diocesi degli Stati Uniti, nonché da un certo numero di diocesi australiane.

#### Pontificio Collegio Armeno
Il Pontificio Collegio Armeno fu istituito nel 1883 da papa Leone XIII. Prima di allora, gli studenti armeni venivano alloggiati all'Urbano. Al collegio fu concesso l'uso della chiesa di San Nicola da Tolentino nel distretto di Trevi. Il Pontificio Collegio Armeno e la Chiesa armena di San Nicola da Tolentino sono un importante centro per la comunità armena di Roma. Tre patriarchi cattolici armeni furono studenti del collegio. Questo ha ospitato cinque sinodi della gerarchia cattolica armena.

#### Pontificio Collegio Belga
Il Pontificio Collegio Belga è il seminario nazionale per i seminaristi belgi. Fu istituito nel 1844 per iniziativa di mons. Aerts, che fu aiutato in questo dal nunzio apostolico in Belgio, monsignor Pecci (più tardi divenuto papa Leone XIII) e dai vescovi del paese. In un primo momento si trovava nella casa di mons. Aerts, rettore della chiesa nazionale belga di San Giuliano dei Fiamminghi. Nel 1845 fu acquistato l'antico monastero dei Santi Gioacchino e Anna alla Quattro Fontane. Quando Karol Wojtyla venne a Roma nel 1946, visse al Collegio belga in via del Quirinale pur perseguendo gli studi presso l'Angelicum. L'istituto oggi ha sede in via Giambattista Pagano. L'episcopato belga sostiene i seminaristi e propone il rettore del seminario.

#### Pontificio Collegio Canadese
Il Pontificio Collegio Canadese è una residenza per sacerdoti canadesi e sulpiziani che vengono a proseguire gli studi universitari nei vari atenei della Città Eterna. Venne fondato dal cardinale Edward Henry Howard. Con l'appoggio di Frédéric-Louis Colin, la Compagnia dei sacerdoti di San Sulpizio si impegnò a coprire le spese. Nel 2016 ha ospitato una ventina di sacerdoti studenti. Questi sacerdoti stanno studiando in diverse istituzioni: la Pontificia Università Gregoriana, il Pontificio Istituto Biblico, la Pontificia Università Lateranense (con gli annessi Pontificio istituto Giovanni Paolo II e Accademia alfonsiana), la Pontificia facoltà teologica Teresianum (spiritualità), il Pontificio ateneo Sant'Anselmo (liturgia), l'Angelicum e la Pontificia Università Urbaniana. Nei mesi di luglio e agosto e per la maggior parte del mese di settembre, la casa è chiusa. Da ottobre a giugno, il collegio ha di solito alcune camere disponibili per l'accoglienza di alcuni ospiti durante la notte. I sulpiziani sono a capo del collegio.

#### Pontificio Collegio Coreano
Il Pontificio Collegio Coreano fu istituito il 20 settembre 1990 ed è stato benedetto da papa Giovanni Paolo II il 2 dicembre 1998. La Congregazione per l'evangelizzazione dei popoli lo eresse canonicamente il 25 gennaio 2000. È situato a Roma in Via degli Aldobrandeschi 124 ed è retto dal reverendo John Kim Jong-su, dell'arcidiocesi di Seul.

#### Pontificio Collegio Croato di San Girolamo

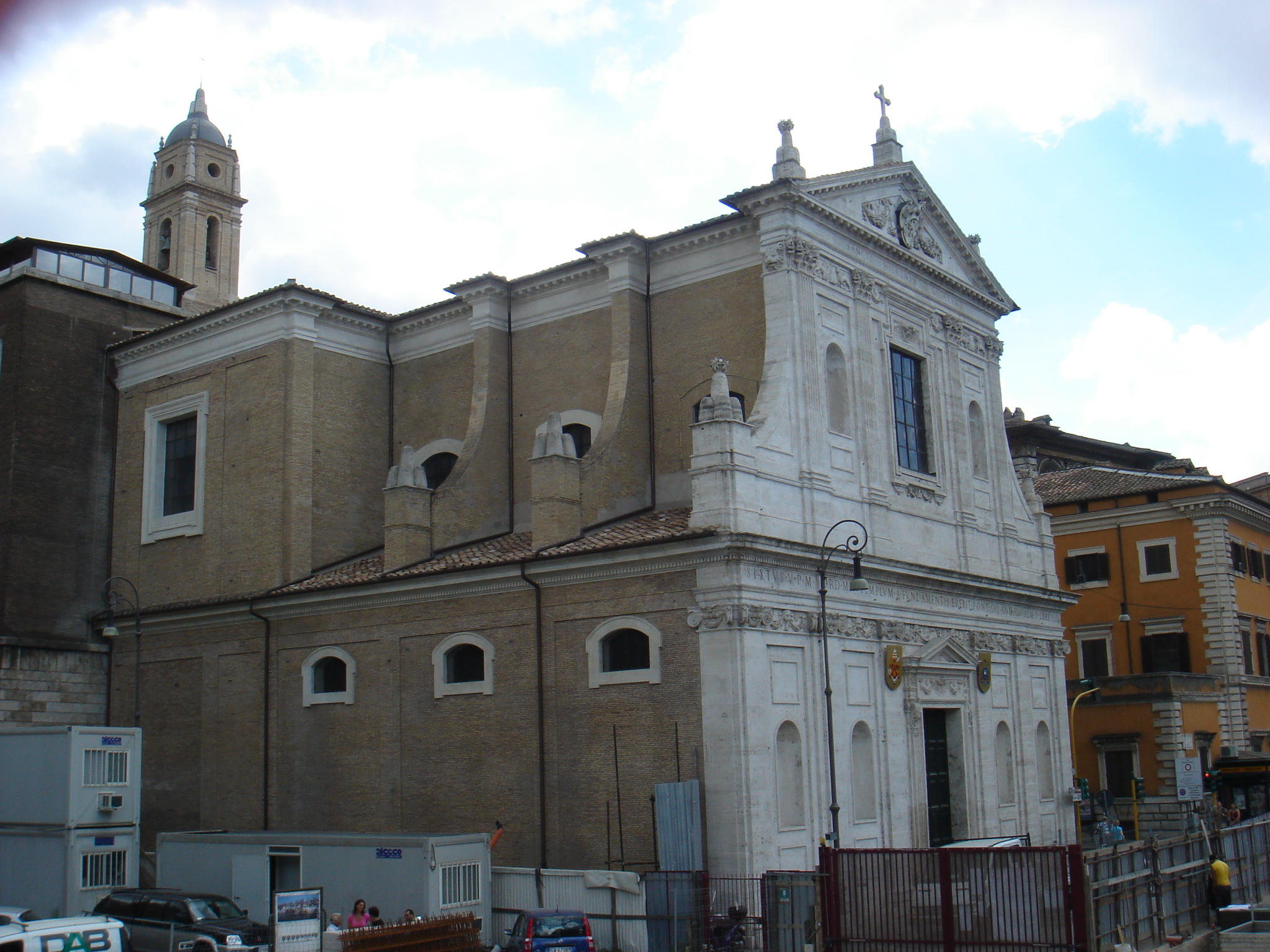
La chiesa di San Girolamo dei Croati.

Il Pontificio Collegio di San Girolamo fu istituito nel 1863 da papa Pio IX per preparare sacerdoti originari di Dalmazia, Croazia, Bosnia e Slavonia, e aveva sede nell'ospizio illirico nei pressi della chiesa di San Girolamo degli Schiavoni. Tuttavia dopo pochi anni non furono più ricevuti studenti. Nel 1900, papa Leone XIII riorganizzò l'ospizio illirico e decise di formare un collegio di sacerdoti delle suddette province che avrebbero assistito ai servizi nella chiesa e allo stesso tempo proseguito gli studi ecclesiastici.

#### Pontificio Collegio Etiopico
Il Pontificio Collegio Etiopico in Vaticano fa risalire la sua origine storica con l'arrivo nella Roma del XV secolo di pellegrini etiopi. A quei viaggiatori, la maggior parte dei quali erano monaci, papa Sisto IV nel 1481 concesse la chiesa di Santo Stefano con l'edificio periferico dietro l'abside della antica basilica di San Pietro. Alla chiesa fu quindi dato il nome di Santo Stefano degli Abissini, una denominazione che porta ancora oggi. Sotto papa Leone X sia la chiesa e che la casa furono trasformati in un monastero per i monaci etiopi.
Il monastero di Santo Stefano divenne un importante centro di studio della cultura etiope. Nel 1513, per la prima volta, fu stampato il libro dei salmi in lingua ge'ez e più tardi, tra il 1548 e l'anno successivo, il Nuovo Testamento. Molti studiosi etiopi ed eritrei raggiunsero le conoscenze e le informazioni necessarie dai membri di tale comunità, alcuni di loro erano uomini molto dotti. Possedevano diversi codici pergamenacei che sono ora conservati nella Biblioteca Apostolica Vaticana.
Papa Benedetto XV, dopo aver istituito nel 1917 la Congregazione per le Chiese Orientali, decise di fondare a Roma anche collegi orientali. Di conseguenza, nel 1919, su proposta del gesuita P. Beccari, istituì il Collegio Etiopico nel vecchio monastero di Santo Stefano degli Abissini. Mons. Camillo Carrara, vicario apostolico dell'Eritrea inviò il primo gruppo di studenti provenienti dall'Eritrea e dalla prefettura apostolica del Tigrè.
A causa del piccolo numero di studenti che avrebbe potuto ospitare e perché in parte il sito era molto umido e di conseguenza non sano, il successore di papa Benedetto XV, Pio XI decise di costruire una nuova e più grande casa per loro. Il papa stesso scelse personalmente il posto nel mezzo dei Giardini Vaticani, indicando il punto in cui ordinò la costruzione del nuovo edificio. Il 31 maggio 1929 alla presenza di dodici cardinali e numerosi prelati ebbe luogo la posa della prima pietra. Il clero etiope era rappresentato da Abba Kidanemariam Kassa, pro-vicario apostolico dell'Eritrea che in seguito fu consacrato vescovo nella cappella del Collegio di nuova costruzione. Il 30 ottobre 1929 il pontefice concesse la cittadinanza del nuovo Stato a tutti i membri del collegio.
Otto studenti che morirono durante il periodo scolastico furono sepolti nella chiesa di Sant'Anna. Nel 2005, papa Benedetto XVI partecipò personalmente e diede la sua benedizione, alla cerimonia del 75º anniversario della fondazione del Collegio alla presenza di tutti i vescovi di Etiopia ed Eritrea. Il collegio è stato anche il luogo di incontro della Conferenza dei vescovi di Etiopia ed Eritrea. Allo stato attuale ci sono sacerdoti sia dall'Etiopia che dell'Eritrea.

#### Collegio Filippino
Il Pontificio Collegio Filippino è il collegio dei sacerdoti diocesani filippini che studiano a Roma. Venne formalmente istituito come istituzione di diritto pontificio da papa Giovanni XXIII il 29 giugno 1961 con la bolla papale Sancta Mater Ecclesia. Papa Giovanni XXIII benedisse e inaugurò l'edificio moderno sito al 490 di via Aurelia, il 7 ottobre 1961, festa della Madonna del Santissimo Rosario.

#### Collegio Francese
Il Pontificio Seminario Francese fu istituito nel 1853 per iniziativa dei vescovi francesi al fine di formare seminaristi che fossero in grado di contrastare l'influenza gallicana. Per molti anni venne gestito dalla Congregazione dello Spirito Santo. Molti studenti frequentano la Pontificia Università Gregoriana. Papa Leone XIII lo dichiarò seminario pontificio nel 1902. Un gruppo di seminaristi conservatori del Collegio francese formò il primo nucleo del gruppo cattolico tradizionalista della Fraternità sacerdotale San Pio X.

#### Collegio Germanico-Ungarico
Dopo il Capranica, il Pontificio Collegio Germanico-Ungarico è il collegio più antico di Roma. L'iniziativa della sua fondazione partì dal cardinale Giovanni Morone e da Ignazio di Loyola. Papa Giulio III approvò l'idea e promise il suo aiuto, ma per lungo tempo lottò contro difficoltà finanziarie. I primi studenti furono ricevuti nel novembre del 1552.

#### Collegio Greco
Il Pontificio Collegio Greco di Sant'Atanasio venne fondato da papa Gregorio XIII nel 1576 con la bolla “In Apostolicae Sedis Specula” “in quo pueri et adolescentes Graeci ex ipsa Graecia et aliis Provinciis et locis, ubi commorantur, conquisiti alantur… instituantur”  destinato ad accogliere ed istruire il clero delle comunità orientali che, dopo la conquista dei territori dell’ex impero bizantino da parte dei turchi, era rimasto privo di punti di riferimento culturali. Sin da subito accolse seminaristi, anche ortodossi, prevenienti oltre che dalla Grecia, dall'Europa Orientale, dai Balcani, dal Vicino Oriente e dalle comunità italo-albanesi dell'Italia Meridionale. Tuttora (anno scolastico 2022-2023) accoglie studenti melchiti (da Libano, Israele, Giordania e Siria), ungheresi, greci, ruteni e ucraini provenienti dalla diaspora, italo-albanesi.

#### Collegio Inglese

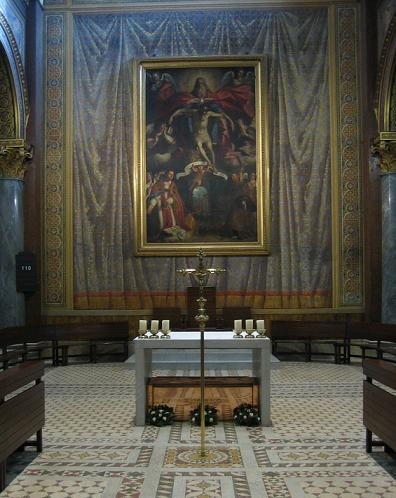
Chiesa del Venerabile Collegio Inglese.

Il Pontificio Collegio Inglese fu creato per la formazione dei sacerdoti d'Inghilterra e Galles. Fondata nel 1579, è la più antica istituzione inglese al di fuori dell'Inghilterra. Papa Gregorio XIII convertì l'ospedale di San Tommaso in un collegio per l'educazione dei sacerdoti secolari per la missione inglese.
Il Pontificio Collegio Beda è legato al collegio inglese ed è destinato ai candidati maturi e sacerdoti convertiti che desiderano prepararsi al sacerdozio cattolico. Venne fondato nel 1852 da papa Pio IX. Il Beda è sotto la responsabilità della Conferenza episcopale d'Inghilterra e Galles, ma ha aperto le sue porte a uomini di paesi anglofoni di tutto il mondo. La missione del collegio è sempre quella di aiutare gli uomini più maturi ad essere sacerdoti cattolici.

#### Collegio Irlandese
Il Pontificio Collegio Irlandese fu istituito il 1º gennaio 1628 per la formazione dei seminaristi irlandesi.

#### Collegio Latino-Americano
Il Pontificio Collegio Pio Latino-Americano fu istituito il 21 novembre 1858 per gli studenti provenienti da Centro e Sud America.

#### Collegio Lituano di San Casimiro
Il Pontificio Collegio Lituano di San Casimiro fu istituito per i sacerdoti della Lituania che studiano a Roma.

#### Collegio dei Maroniti
Il Pontificio Collegio dei Maroniti fu istituito da papa Gregorio XIII nel 1584. Inizialmente aveva sede nei pressi della chiesa di Santa Maria della Ficoccia nei pressi di piazza di Trevi. Venne riccamente dotato da papa Sisto V, dal cardinale Antonio Carafa e anche da altri papi. Fu affidato ai gesuiti e gli allievi frequentavano la Pontificia Università Gregoriana. Durante la rivoluzione del 1798 il collegio fu soppresso e i maroniti che volevano studiare a Roma presero residenza al Collegio Urbano. Nel 1893 il patriarca maronita Khayat ottenne da papa Leone XIII la restaurazione del collegio. La Santa Sede diede parte dei fondi, il resto dei quali fu raccolto in Francia. Nel 1894 fu inaugurato il nuovo collegio. Nel 1904 acquisì una residenza propria e passò sotto la guida di preti secolari maroniti.

#### Collegio Messicano
Il Collegio Messicano di Roma fu istituito dalla Conferenza episcopale messicana per permettere ai sacerdoti di quel paese sponsorizzati dalle loro diocesi di vivere a Roma durante gli studi di specializzazione in una delle principali università. Venne inaugurato il 12 ottobre 1967 dal cardinale Gabriel-Marie Garrone.

#### Collegio Nepomuceno
Precedentemente noto come Pontificio Collegio Boemo e oggi noto come Pontificio Collegio Nepomuceno fu istituito nel 1884 per i seminaristi di quella che oggi è la Repubblica Ceca, in parte grazie alle entrate dell'antico ospizio di Boemia fondato dall'imperatore Carlo IV, e con il contributo di papa Leone XIII e dei vescovi boemi. Il sito fu trasferito più volte, ma nel 1888 venne acquistato il vecchio monastero di Santa Francesca Romana in via Sistina. Il rettore è sempre un docente universitario. Il numero degli studenti è tra 24 a 28.

#### Collegio Pio Brasiliano
Il Pontificio Collegio Pio Brasiliano fu istituito da papa Pio XI nel 1934 ed è gestito dai preti brasiliani, dopo anni di gesuiti brasiliani, per i preti di quel paese.

#### Collegio Polacco
Il Pontificio Collegio Polacco accoglie i seminaristi dalla Polonia. Nel 1583, Filippo Neri, e verso il 1600, il re Giovanni Casimiro di Polonia avevano cominciato la fondazione di un collegio per i polacchi, ma i loro istituti furono di breve durata. Nel 1866 venne formalmente aperto l'attuale collegio grazie agli sforzi della Congregazione della Resurrezione di Nostro Signore Gesù Cristo che raccolse i primi fondi dalla principessa Odescalchi, da papa Pio IX e, in seguito, da altri benefattori. Nel 1878 il collegio fu trasferito nella sede attuale, l'ex Collegio Maronita, e l'annessa chiesa fu dedicata a San Giovanni Cantius. Gli studenti, circa trenta, alcuni dei quali pagano una piccola pensione, si distinguono per le loro cinture verdi e frequentano le lezioni alla Pontificia Università Gregoriana. Il collegio è sotto la cura dei Resurrezionisti e possiede una villa ad Albano.

#### Collegio Portoghese
Il Pontificio Collegio Portoghese fu istituito nel 1901 per i seminaristi di lingua portoghese da Portogallo e Brasile. L'attuale rettore è Don António Estevão. L'attuale arcivescovo di Braga, José Manuel Garcia Cordeiro, è stato rettore del Collegio e professore al Pontificio Istituto Liturgico Sant'Anselmo.

#### Collegio Russo
Il Pontificio Collegio Russo di Santa Teresa del Bambin Gesù fu istituito nel 1928 da papa Pio XI per i seminaristi provenienti dalla Russia.

#### Collegio Scozzese
Il Pontificio Collegio Scozzese fu istituito nel 1600 da papa Clemente VIII per la formazione dei sacerdoti scozzesi nel tentativo di mantenere il cattolicesimo in Scozia. A esso furono assegnati i ricavi del vecchio ospizio degli scozzesi che vennero accresciuti dalla munificenza del pontefice e di altri benefattori. Nel 1634 il collegio venne trasferito alla sua sede attuale e nel 1649 la contessa di Huntley fece costruire una chiesa dedicata a Sant'Andrea e Santa Margherita, regina di Scozia. Dal 1615 al 1773 fu sotto la direzione dei gesuiti. Gli studenti, in numero di circa venti, sono supportati in parte dalle entrate del collegio e in parte dai vescovi scozzesi e con denaro proprio. Essi frequentano la Pontificia Università Gregoriana e hanno a disposizione anche una villa a Marino. Dal 1964, la sede del collegio è situata sulla via Cassia avendo lasciato il sito di via delle Quattro Fontane per un edificio costruito allo scopo, alla periferia della città.

#### Collegio Sloveno
Il Pontificio Collegio Sloveno (chiamato Slovenik) fu istituito nel 1960. Il 31 maggio di quell'anno padre Anton Prešeren chiese di istituire a Roma un collegio per gli sloveni con il nome di Istituto Cirillo e Metodio e in grado di ospitare dieci persone. Il 4 luglio successivo la Congregazione per i seminari e le università degli studi si espresse favorevolmente e ordinò di redigere gli statuti e le regole. L'istituto venne chiamato Convitto ecclesiastico sloveno.
Il 22 novembre 1960, la Congregazione emise un decreto che istituì ufficialmente l'Istituto sloveno di Roma (Collegium Slovenorum de Urbe). Inizialmente, l'istituto aveva sede in via dei Colli 10. Nell'anno accademico 1966-1967 venne trasferito in via Aurelia 476 e nel 1971 in via Appia Nuova 884.
Il 19 giugno 1973 papa Paolo VI concesse all'istituto il titolo "pontificio". Il 22 novembre 1990, in occasione del trentesimo anniversario dell'istituto, ricevette la visita di papa Giovanni Paolo II che per l'occasione celebrò la messa in sloveno.
Dall'11 luglio 2001 è retto da monsignor Jožko Pirc.

#### Collegio Spagnolo di San Giuseppe
Il Pontificio Collegio Spagnolo di San Giuseppe fu istituito il 1º aprile 1892 per iniziativa di papa Leone XIII grazie alla generosità dell'episcopato e della famiglia reale per i seminaristi di quel paese. Installato in un primo momento nell'ospizio nazionale di Santa Maria in Monserrato, fu poi trasferito nel palazzo Altemps nei pressi di Sant'Apollinare. I circa settanta studenti sono per la maggior parte sostenuti dai loro vescovi e frequentano la Pontificia Università Gregoriana. La direzione è affidata alla pia Congregazione spagnola del Operarii Diocesani. È situato a Roma in Via di Torre Rossa 2 e dal 26 marzo 2015 è retto da don José San José Prisco.

#### Collegio Teutonico
Il Pontificio Collegio Teutonico o tedesco fu istituito per i futuri ecclesiastici di nazionalità tedesca. Venne poi diviso in due collegi separati: il Pontificio Collegio Teutonico di Santa Maria dell'Anima e il Collegio Teutonico del Campo Santo.

#### Collegio Ucraino
Il Collegio Ucraino di San Giosafat fu istituito per i seminaristi dell'Ucraina il 18 dicembre 1897 da papa Leone XIII.

### Altri collegi

#### Nobile Collegio Cerasoli
Il Nobile Collegio Cerasoli fu istituito a Roma nel 1640, con un lascito di don Flaminio Cerasoli all'Arciconfraternita di Bergamo a Roma per aprire una scuola per la formazione di giovani chierici provenienti da Bergamo. I suoi eredi impugnarono il testamento e la questione fu legata a un contenzioso per un lungo periodo di tempo. La sede del collegio venne progettato dall'architetto Gabriele Valvassori e inaugurato nel 1834. La proprietà iniziale fu infatti sequestrata da Napoleone Bonaparte e annessa nel 1834 al Collegio Romano. I ricavi del patrimonio continuarono a sostenere il maggior numero di studenti possibile da Bergamo. Nel 1901 ad Angelo Roncalli fu assegnato uno dei quattro posti riservati al Collegio Cerasoli al "Seminario Romano".

### Ex istituti

#### Seminario Vaticano

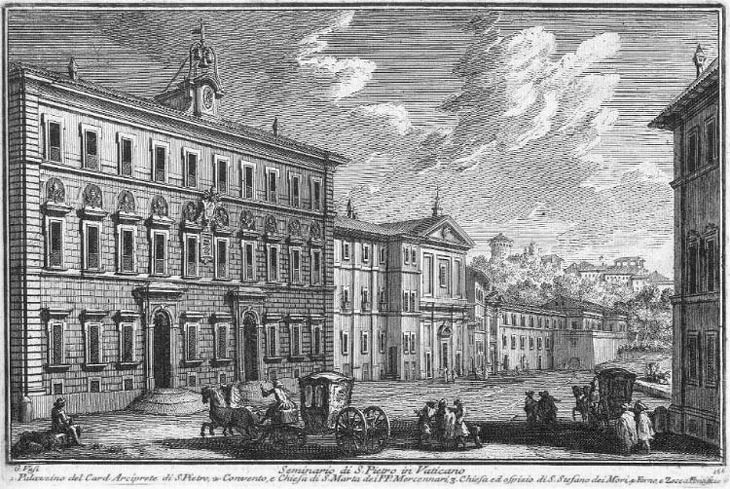
Il seminario vaticano e la vecchia chiesa di santa Marta in un'opera di Giuseppe Vasi.

Il Seminario del Vaticano fu istituito nel 1636 da papa Urbano VIII. I suoi allievi avevano il compito di assistere i servizi liturgici presso la basilica di San Pietro in Vaticano. L'amministrazione era affidata al Capitolo Vaticano che nominava il rettore. Nel 1730 il seminario fu trasferito in piazza Rusticucci in un edificio dietro l'abside di San Pietro. Nel 1913 venne accorpato alla divisione minore del "Seminario Romano" per formare il Pontificio Seminario Romano Minore.

#### Pontificio Seminario Pio
Il Pontificio Seminario Pio o Seminario Pio, era situato nel palazzo di Sant'Apollinare ed era destinato ai seminaristi provenienti da tutte le regioni d'Italia. Fu istituito nel 1853 da papa Pio IX per le diocesi dello Stato pontificio. Nel 1913 venne accorpato alla divisione principale del "Seminario Romano" per formare il Pontificio Seminario Romano Maggiore, che si trova al Laterano.

#### Seminario dei Santi Pietro e Paolo
Il Seminario dei Santi Pietro e Paolo fu istituito nel 1867 da Pietro Avanzani, sacerdote secolare, per preparare i giovani sacerdoti secolari per le missioni estere. Pio IX lo approvò nel 1874 e fece costruire una sede. Questa fu poi abbattuta e da allora il seminario cambiò posizione più volte prima di essere ospitato presso il Collegio armeno. Gli studenti seguivano lezioni anche di lingue straniere, tra cui il cinese. Il collegio aveva una residenza di campagna a Montopoli, nelle colline Sabine. Nel 1926 fu accorpato al Pontificio istituto missioni estere.